# Premio Miguel de Cervantes
Il premio Miguel de Cervantes è stato istituito nel 1976 ed è attribuito ogni anno dal Ministero della Cultura spagnolo per onorare un autore di opere letterarie in lingua spagnola il cui contributo sia stato particolarmente rilevante per la cultura ispanica.
Il vincitore riceve inoltre un premio in denaro di circa 125.000 euro.

## Storia

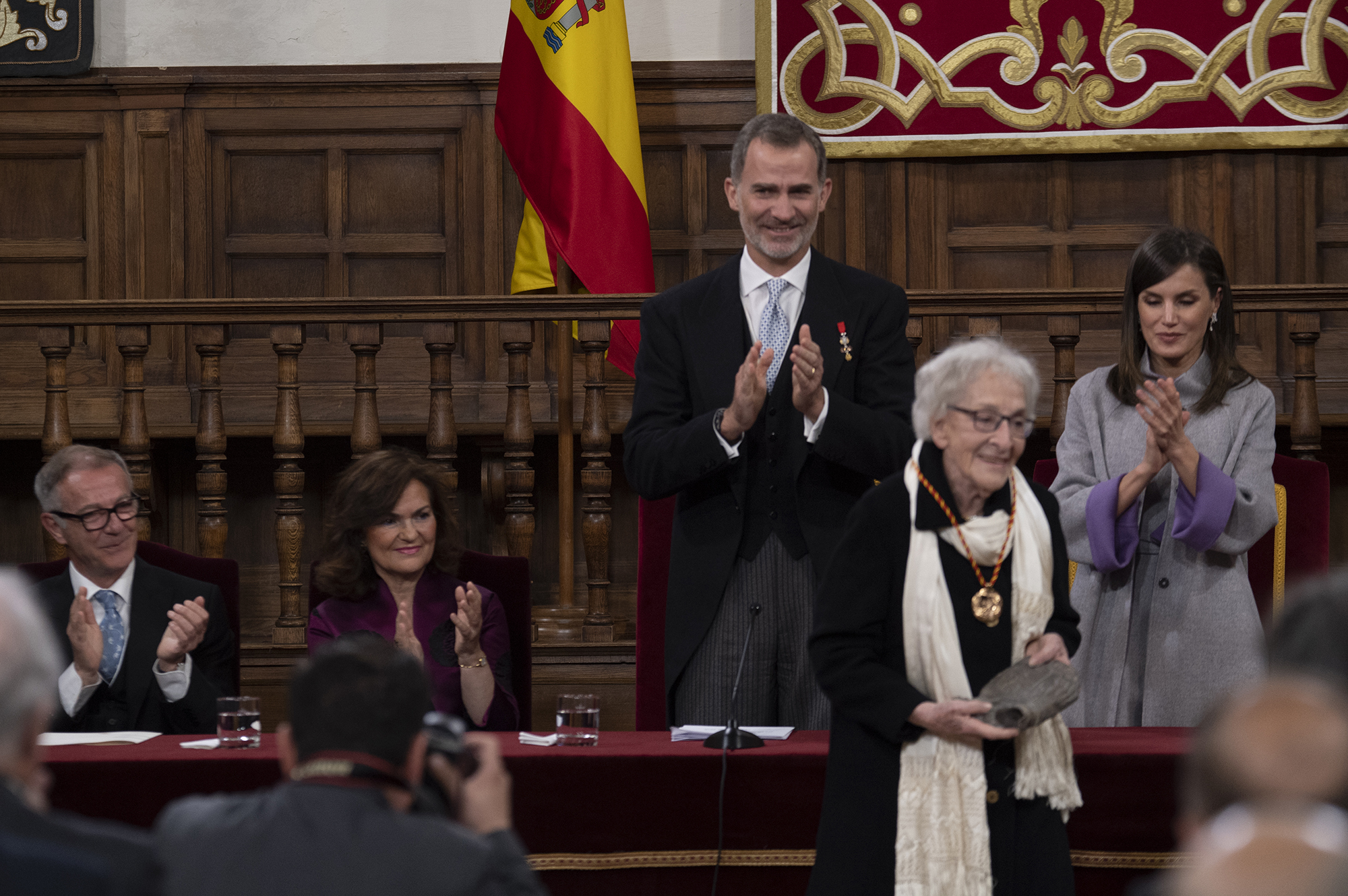
Cerimonia di consegna del Premio Cervantes a Ida Vitale, nel 2019, nel Paraninfo dell'Università di Alcalá.

Istituito nel 1976, è considerato il riconoscimento letterario più importante nella lingua spagnola, nonostante non sia quello con il premio in denaro più alto. È destinato a distinguere l'opera globale di un autore in lingua spagnola la cui contribuzione al patrimonio culturale ispano sia stata decisiva.
Il premio prende il nome da Miguel de Cervantes Saavedra, autore di quella che è considerata la massima opera della letteratura spagnola, Don Chisciotte della Mancia.
La prima edizione si tenne nel 1976. Il Premio Cervantes non può essere suddiviso, dichiarato nullo o assegnato postumo, secondo le regole stabilite dopo che nell'edizione del 1979 la giuria decise di assegnare il premio «ex aequo» allo spagnolo Gerardo Diego e all'argentino Jorge Luis Borges.
I candidati al Premio Miguel de Cervantes sono proposti dal plenum della Real Academia Española, dalle Accademie della Lingua dei paesi di lingua spagnola e dai vincitori delle edizioni passate.
La giuria era composta dal direttore della Real Academia Española, dal direttore di un'Accademia della Lingua ispanoamericana, che cambia ogni anno, dal premiato nell'edizione precedente e da sei personalità del mondo accademico, letterario o universitario ispanoamericane, «di riconosciuto prestigio».
Dall'edizione del 2008, la composizione della giuria segue un nuovo modello che prevede una maggiore proporzione di membri designati da enti di carattere elettivo: gli ultimi due premiati con il Premio Cervantes; un membro della Real Academia Española; un membro di una delle Accademie Iberoamericane della lingua spagnola; quattro personalità del mondo accademico, universitario e letterario, di riconosciuto prestigio, proposti rispettivamente dalla Conferenza dei Rettori delle Università Spagnole, dall'Unione delle Università dell'America Latina, dal direttore dell'Istituto Cervantes e dal ministro della Cultura di Spagna; due membri scelti tra i rappresentanti dei supplementi culturali dei quotidiani, proposti rispettivamente dalla Federazione delle Associazioni dei Giornalisti di Spagna e dalla Società Interamericana della Stampa; e uno proposto dall'Associazione Internazionale degli Ispanisti, di nazionalità non spagnola né iberoamericana.
Il premio viene assegnato alla fine dell'anno e consegnato il 23 aprile dell'anno successivo, in coincidenza con la data in cui si commemora la morte di Miguel de Cervantes. La cerimonia si svolge presso l'Università di Alcalá de Henares. Il re di Spagna, Felipe VI, presiede la consegna di questo riconoscimento nel Paraninfo dell'Università di Alcalá. In questa cerimonia solenne, il re, il ministro della Cultura spagnolo e l'autore premiato pronunciano discorsi in cui si elogiano la vita e la produzione letteraria del premiato, l'opera di Cervantes e gli autori classici della nostra lingua, nonché lo stato della lingua stessa.

## Lista dei vincitori del premio Cervantes
| Anno | Autore | Nazione                |
| ---- | --- | ---------------------- |
| 1976 | Jorge Guillén (1893-1984)                                                                                  | Spagna                 |
| 1977 | Alejo Carpentier (1904-1980)                                                                               | Cuba                   |
| 1978 | Dámaso Alonso (1898-1990)                                                                                  | Spagna                 |
| 1979 | Jorge Luis Borges (1899-1986)                                                                              | Argentina              |
| 1979 | Gerardo Diego (1896-1987)                                                                                  | Spagna                 |
| 1980 | Juan Carlos Onetti (1909-1994)                                                                             | Uruguay                |
| 1981 | Octavio Paz (1914-1998)                                                                                    | Messico                |
| 1982 | Luis Rosales (1910-1992)                                                                                   | Spagna                 |
| 1983 | Rafael Alberti (1902-1999)                                                                                 | Spagna                 |
| 1984 | Ernesto Sabato (1911-2011)                                                                                 | Argentina              |
| 1985 | Gonzalo Torrente Ballester (1910-1999)                                                                     | Spagna                 |
| 1986 | Antonio Buero Vallejo (1916-2000). Ha ricevuto il Premio nazionale delle Lettere Spagnole nel 1996.        | Spagna                 |
| 1987 | Carlos Fuentes (1928-2012)                                                                                 | Messico                |
| 1988 | María Zambrano (1904-1991)                                                                                 | Spagna                 |
| 1989 | Augusto Roa Bastos (1917-2005)                                                                             | Paraguay               |
| 1990 | Adolfo Bioy Casares (1914-1999)                                                                            | Argentina              |
| 1991 | Francisco Ayala (1906-2009). Ha ricevuto il Premio nazionale delle Lettere Spagnole nel 1988.              | Spagna                 |
| 1992 | Dulce María Loynaz (1902-1997)                                                                             | Cuba                   |
| 1993 | Miguel Delibes (1920-2010). Ha ricevuto il Premio nazionale delle Lettere Spagnole nel 1991.               | Spagna                 |
| 1994 | Mario Vargas Llosa (1936-2025)                                                                             | Perù Spagna (dal 1993) |
| 1995 | Camilo José Cela (1916-2002)                                                                               | Spagna                 |
| 1996 | José García Nieto (1914-2001)                                                                              | Spagna                 |
| 1997 | Guillermo Cabrera Infante (1929-2005)                                                                      | Cuba                   |
| 1998 | José Hierro (1922-2002). Ha ricevuto il Premio nazionale delle Lettere Spagnole nel 1990.                  | Spagna                 |
| 1999 | Jorge Edwards (1931-2023)                                                                                  | Cile                   |
| 2000 | Francisco Umbral (1932-2007). Ha ricevuto il Premio nazionale delle Lettere Spagnole nel 1997.             | Spagna                 |
| 2001 | Álvaro Mutis (1923-2013)                                                                                   | Colombia               |
| 2002 | José Jiménez Lozano (1930-2020). Premio nazionale delle Lettere Spagnole nel 1992.                         | Spagna                 |
| 2003 | Gonzalo Rojas (1917-2011)                                                                                  | Cile                   |
| 2004 | Rafael Sánchez Ferlosio (1927-2019). Premio nazionale delle Lettere Spagnole nel 2009.                     | Spagna                 |
| 2005 | Sergio Pitol (1933-2018)                                                                                   | Messico                |
| 2006 | Antonio Gamoneda (1931)                                                                                    | Spagna                 |
| 2007 | Juan Gelman (1930-2014)                                                                                    | Argentina              |
| 2008 | Juan Marsé (1933-2020)                                                                                     | Spagna                 |
| 2009 | José Emilio Pacheco (1939-2014)                                                                            | Messico                |
| 2010 | Ana María Matute (1925-2014). Premio nazionale delle Lettere Spagnole nel 2007.                            | Spagna                 |
| 2011 | Nicanor Parra (1914-2018)                                                                                  | Cile                   |
| 2012 | José Manuel Caballero Bonald (1926-2021). Ha ricevuto il Premio nazionale delle Lettere Spagnole nel 2005. | Spagna                 |
| 2013 | Elena Poniatowska (1932)                                                                                   | Messico                |
| 2014 | Juan Goytisolo (1931-2017). Ha ricevuto il Premio nazionale delle Lettere Spagnole nel 2008.               | Spagna                 |
| 2015 | Fernando del Paso (1935-2018)                                                                              | Messico                |
| 2016 | Eduardo Mendoza (1943)                                                                                     | Spagna                 |
| 2017 | Sergio Ramírez (1942)                                                                                      | Nicaragua              |
| 2018 | Ida Vitale (1923)                                                                                          | Uruguay                |
| 2019 | Joan Margarit i Consarnau (1938-2021)                                                                      | Spagna                 |
| 2020 | Francisco Brines (1932-2021)                                                                               | Spagna                 |
| 2021 | Cristina Peri Rossi (1941)                                                                                 | Uruguay                |
| 2022 | Rafael Cadenas (1930)                                                                                      | Venezuela              |
| 2023 | Luis Mateo Díez (1942)                                                                                     | Spagna                 |
| 2024 | Álvaro Pombo (1939)                                                                                        | Spagna                 |

## Premio per stato
| Paese     | Vincitori |
| --------- | --------- |
| Spagna    | 26        |
| Messico   | 6         |
| Argentina | 4         |
| Cile      | 3         |
| Cuba      | 3         |
| Uruguay   | 3         |
| Colombia  | 1         |
| Nicaragua | 1         |
| Paraguay  | 1         |
| Perù      | 1         |
| Venezuela | 1         |